# Alfred Baumgarten (Chemiker)

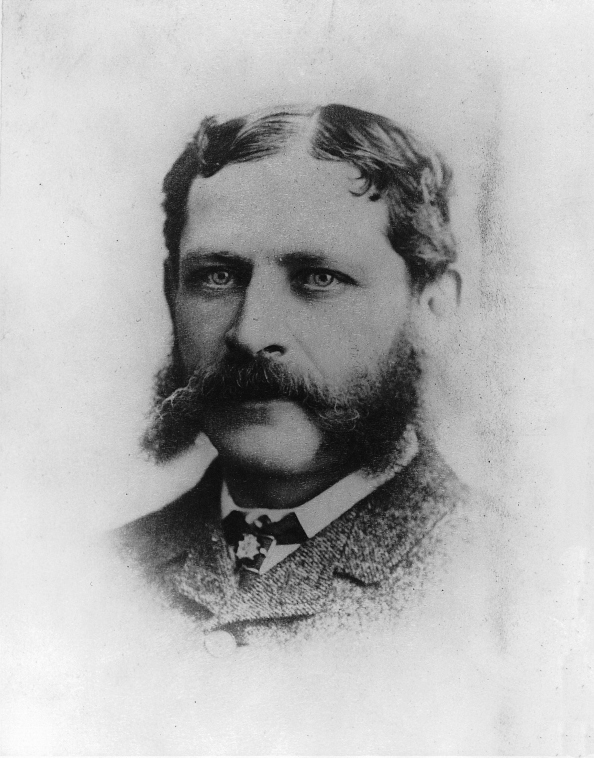
Alfred Baumgarten

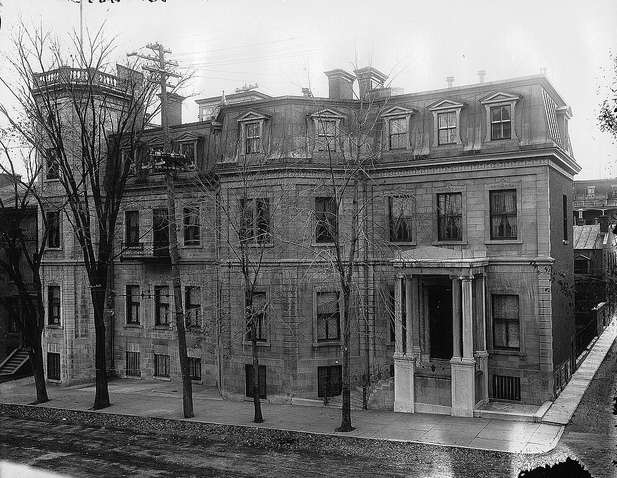
Haus Baumgarten in Montreal

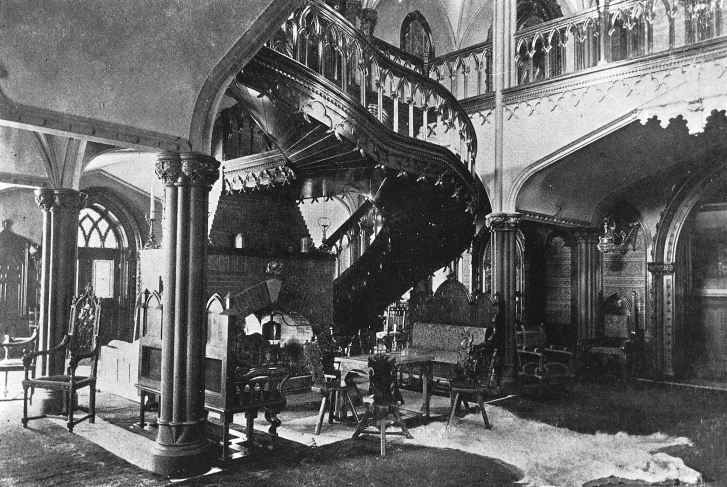
Die Gotische Galerie

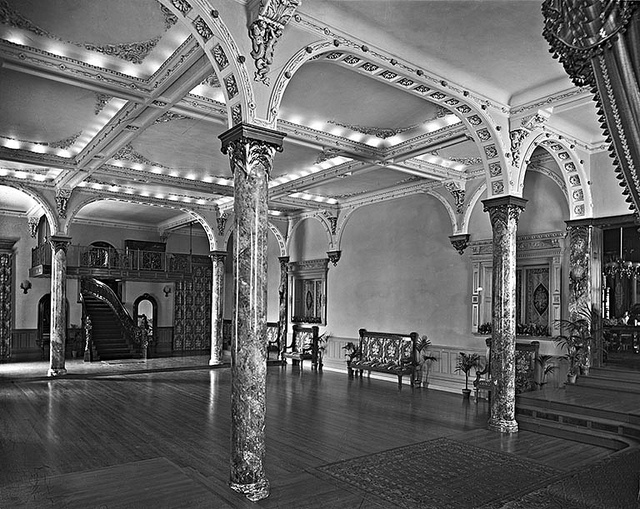
Der Ballsaal im Haus Baumgarten

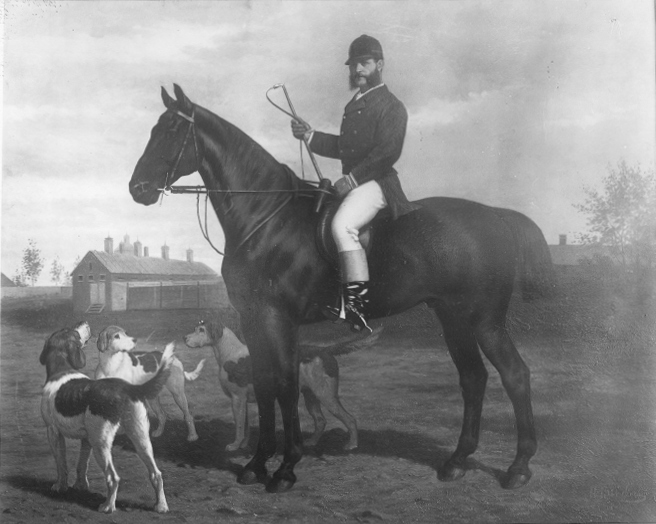
Alfred Baumgarten bei der Fuchsjagd (1908)

Alfred Moritz Friedrich von Baumgarten (* 13. November 1842 in Dresden; † 3. Oktober 1919 in Montreal) war ein deutsch-kanadischer Chemiker und Unternehmer.

## Leben
Alfred Baumgarten war der Sohn von Friedrich Oswald Baumgarten (1813–1849), Leibarzt des sächsischen Königs  Friedrich August II., und Emmy Zocher, Hofdame am sächsischen Hof. Alfreds jüngerer Bruder war der Pathologe Paul Clemens von Baumgarten.
Nach dem Studium der Chemie an den Universitäten Berlin und Göttingen sowie einer zweijährigen Tätigkeit in der Chemiewirtschaft wurde er 1864 mit einer Dissertation über das Vorkommen von Vanadium in der Sodaproduktion promoviert, im Anschluss daran leitete er eine Zuckerrübenplantage in Hamersleben.
1866 ging Baumgarten als Assistent von Charles Frederick Chandler an die Columbia School of Mines in New York, wo er in Partnerschaft mit C. W. Walter unter dem Firmennamen Walter & Baumgarten die Laurel Hill Chemical Works etablierte. Gleichzeitig war er als Manager einer Zuckerraffinerie auf Long Island tätig. 1873 kam Baumgarten als Manager der de Castro Syrup Company nach Montreal, wo er 1879 zusammen mit Walter Richard Elmenhorst die St. Lawrence Sugar Refining Company begründete, deren Präsident er 1894 wurde. 1911 wurde er zum Direktor der Bank of Montreal berufen, bevor er sich 1912 vom Berufsleben zurückzog. Sein hohes Einkommen gab Baumgarten eine bevorzugte Position in der Montrealer Gesellschaft und erlaubte ihm die großzügige Unterstützung des Gesundheitswesens, so des Montreal General Hospital, des Montreal Western Hospital und des Alexandra Hospital.
1885 heiratete Baumgarten Martha Christina Donner (1866–1953), eine Tochter des Bankiers Johann Donner, des Besitzers des Schlosses Donners Park in Hamburg-Altona. Der Ehe entstammten die beiden Töchter Mimi Donner Baumgarten (* 1888) und Elsa Baumgarten (* 1900).
1885 bis 1887 ließ Alfred Baumgarten in der McTavish Street in Montreal ein repräsentatives Stadthaus errichten und 1902 durch den Architekten William E. Doran auf den doppelten Umfang erweitern. Das im örtlichen grauen Kalkstein errichtete, in seinem Äußeren schlichte Bauwerk besitzt in seinem weitgehend original erhaltenen Innern eine Anzahl repräsentativer Räume. Die über zwei Geschosse reichende und von einer Glaskuppel beleuchtete „Gotische Galerie“ wurde später durch Einziehen einer Zwischendecke und unter Beseitigung ihrer imposanten Wendeltreppe unterteilt und damit ihrer räumlichen Wirkung beraubt. Die 1902 erfolgte südliche Erweiterung des Gebäudes enthält einen aus Anlass des Debütantinnenballs der ältesten Tochter errichteten Ballsaal in neubarocken Formen. Das Haus wurde 1926 von McGill University als Residenz für ihren Prinzipal und Vizekanzler Arthur Currie erworben und dient seit 1935 als Faculty Club der Universität.
In seiner Freizeit war Baumgarten ein begeisterter Reiter und, von 1882 bis 1887, Leiter der Fuchsjagdgesellschaft in Montreal.